# 公议乡
公议乡，是中华人民共和国四川省成都市崇州市曾经下辖的一个乡。2019年12月，撤销公议乡，将其所属行政区域划归元通镇管辖。

## 行政区划
公议乡撤销前下辖以下地区：
桤木河社区、花果山社区、林秀村、天冬堰村和三合堰村。